# Frate Ambrogio
Frate Ambrogio (In God We Tru$t) è un film comico diretto ed interpretato da Marty Feldman. La pellicola vede la partecipazione di Andy Kaufman, Richard Pryor e Peter Boyle. Accesa satira sulla commercializzazione della religione, l'opera, oltre che diretta, venne anche prodotta e co-sceneggiata dallo stesso Feldman.

## Produzione
Le riprese principali si svolsero a San Diego. Questo fu il secondo film di un accordo per cinque pellicole stipulato tra Feldman e la Universal, dopo il moderato successo de Io, Beau Geste e la legione straniera. Feldman morì nel 1982, prima che gli altri tre film venissero prodotti.